# Turods
Els turods (en llatí Turodi, en grec antic Τουροδοί segons Claudi Ptolemeu) eren un poble de la Tarraconense, possiblement un subgrup dels galaics bràcars. Al seu territori hi havia la ciutat anomenada Ὕδατα λαιά ("Hidata laia") o Aquae Laiae, que s'identifica amb el poblat fortificat de Castro de San Cibrao de Las.